# Tim Flowers
Timothy David "Tim" Flowers (Kenilworth, 3 de fevereiro de 1967) é um ex-futebolista e treinador de futebol inglês que atuava como goleiro. Atualmente comanda o Alvechurch.

## Carreira
Flowers se profissionalizou no Wolverhampton Wanderers, em 1984, assumindo a titularidade com apenas 18 anos em uma fase sombria na história do clube, que culminaria em 2 rebaixamentos (da segunda para a terceira divisão em 1984–85 e desta para a quarta divisão na temporada seguinte). Foram 72 partidas oficiais com a camisa dos Lobos, antes de ser vendido por 70.000 libras ao Southampton, numa tentativa do Wolverhampton de evitar a falência. Reserva do veterano Peter Shilton, atuou em 9 jogos (incluindo uma derrota por 5 a 1 para o Manchester United) antes de ser emprestado ao Swindon Town, na terceira divisão. Com a saída de Shilton para o Derby County, foi reintegrado ao elenco do Southampton para jogar mais 9 partidas e voltaria a ser emprestado ao Swindon Town ainda na temporada 1987–88. De volta ao Southampton, atuou em 8 partidas antes de ser efetivado como novo titular do gol dos Saints em 1989. Em sua última temporada pelo clube, disputou apenas 14 jogos (12 na Premier League e 2 na Copa da Liga Inglesa), deixando o Southampton após 241 partidas oficiais para assinar com o Blackburn Rovers em novembro de 1993, sendo o goleiro mais caro do futebol britânico até então (os Rovers pagaram 2,5 milhões de libras pela contratação).. Após ficar com o vice-campeonato da Premier League em seu primeiro ano, Flowers ajudou a equipe a conquistar o título nacional em 1994–95, o primeiro desde 1913–14. Permaneceu no Blackburn até 1999 (ano em que a equipe seria rebaixada para a segunda divisão), quando assinou com o Leicester City e conquistou o título da Copa da Liga Inglesa em sua temporada de estreia.
Ainda vinculado aos Foxes, o goleiro chegou a ser emprestado para Stockport County e Coventry City, onde atuou, respectivamente, em 4 e 5 jogos, e em agosto de 2002 foi contratado pelo Manchester City, também por empréstimo - os Citizens haviam ficado sem o titular Peter Schmeichel e o terceiro goleiro Nicky Weaver (ambos lesionados). Flowers não atuou em nenhuma partida e foi reintegrado ao Leicester pouco depois. Sua última partida oficial foi contra o Wolverhampton Wanderers, seu primeiro clube como profissional, em maio de 2003; ao final do jogo, um pênalti foi marcado a favor dos Foxes e, apesar dos pedidos de torcedores para que Flowers (que havia entrado no lugar de Ian Walker) cobrasse, o técnico Micky Adams optou por Trevor Benjamin, que acertou a cobrança e definiu o empate por 1 a 1.

## Seleção Inglesa
Tendo jogado pelas seleções Sub-17, Sub-18 e B da Inglaterra, Flowers estreou pelo English Team em junho de 1993, num amistoso contra o Brasil, disputado em Washington. [carece de fontes?]
Fez parte do elenco que disputou a Eurocopa de 1996, sediada na Inglaterra (como reserva imediato de David Seaman), e também foi convocado para a Copa de 1998, como terceiro goleiro. Pela seleção, Flowers atuou em 11 partidas até 1999.[carece de fontes?]

## Pós-aposentadoria
Após deixar os gramados, passou a integrar a comissão técnica do Leicester City como treinador de goleiros, exercendo a mesma função no Manchester City durante um ano. Em fevereiro de 2007, foi anunciado como auxiliar-técnico no Coventry City, passando também pelo Queens Park Rangers entre julho e novembro de 2008. Voltaria a ser treinador de goleiros no Northampton Town (onde também chegou a ser técnico interino), Nottingham Forest e Fulham, além de ter sido auxiliar-técnico do Hull City, Kidderminster Harriers (também foi interino durante 3 jogos) e Solihull Moors, onde também foi treinador por 2 temporadas.
O primeiro clube que Flowers trabalhou como técnico efetivo foi no Stafford Rangers, entre outubro de 2010 e janeiro de 2011. Comandou também Macclesfield Town, Barnet, Stratford Town, Gloucester City, Bromsgrove Sporting e Redditch United, assinando com o Alvechurch em novembro de 2024.[carece de fontes?]

## Títulos
Blackburn Rovers
- Premier League: 1994–95[18]

Leicester City
- Copa da Liga Inglesa: 1999–2000[19]

Inglaterra
- Torneio da França: 1997[21]

### Individuais
- Time do Ano da PFA: 1993–94 (Premier League), 1994–95 (Premier League)[carece de fontes?]
- Jogador do Mês da Premier League: Janeiro de 1997, Fevereiro de 2000[carece de fontes?]